# Sipanje
Sipanje este un sat din comuna Bijelo Polje, Muntenegru. Conform datelor de la recensământul din 2003, localitatea are 138 de locuitori (la recensământul din 1991 erau 169 de locuitori).

## Demografie
În satul Sipanje locuiesc 91 punoljetni stanovnik, a prosječna starost stanovništva iznosi 31,0 de ani (29,2 la bărbați și 32,9 la femei). În localitate sunt 29 de gospodării, iar numărul mediu de membri în gospodărie este de 4,76.
|  |

| Demografie | Demografie | Demografie |
| An         | Locuitori  | Locuitori  |
| ---------- | ---------- | ---------- |
|            |            |            |
|            |            |            |
|            |            |            |
|            |            |            |
| 1948       | 175        |            |
| 1953       | 210        |            |
| 1961       | 266        |            |
| 1971       | 249        |            |
| 1981       | 181        |            |
| 1991       | 169        | 169        |
| 2003       | 191        | 138        |

| \| Componența etnică conform recensământului din 2003[2] \| Componența etnică conform recensământului din 2003[2] \| Componența etnică conform recensământului din 2003[2] \| Componența etnică conform recensământului din 2003[2] \| Componența etnică conform recensământului din 2003[2] \| \| ----------------------------------------------------- \| ----------------------------------------------------- \| ----------------------------------------------------- \| ----------------------------------------------------- \| ----------------------------------------------------- \| \| \| \| \| \| \| \| Musulmani \| Musulmani \| \| 118 \| 85,5% \| \| Bosniaci \| Bosniaci \| \| 20 \| 14,49% \| \| necunoscută \| necunoscută \| \| 0 \| 0% \| |             |  |     |        |
| Componența etnică conform recensământului din 2003 |             |  |     |        |
| |             |  |     |        |
| Musulmani | Musulmani   |  | 118 | 85,5%  |
| Bosniaci | Bosniaci    |  | 20  | 14,49% |
| necunoscută | necunoscută |  | 0   | 0%     |